# Oulad Chbana
Oulad Chbana  (in arabo اولاد شبانة‎?) è un centro abitato e comune rurale del Marocco situato nella provincia di Settat, regione di Casablanca-Settat. Conta una popolazione di 8 081 abitanti (censimento 2014).